# Pobellà
Pobellà és un poble de la Vall Fosca pertanyent al municipi de la Torre de Cabdella. Havia pertangut al terme municipal de Mont-ros, fins que tot aquest terme s'afegí a la Torre de Cabdella el 1970. És un dels tres pobles de la Coma, juntament amb Mont-ros i Paüls de Flamisell.
Situat sota una immensa obaga de pins, el poble s'estructura a partir de la placeta davant de l'església de Sant Miquel, a 1.233 m. Per la seva estructura, es pot reconèixer encara que havia estat un poble clos, amb les mateixes cases formant el tancat i un sol carrer de forma circular en el seu interior, a partir del qual se n'ordenen dos de més petits.
És el punt de partida de les rutes del Serrat Roi, indret amb unes bones panoràmiques de la vall, i de Sant Quiri, ermita situada al límit del terme, pertanyent al Pallars Jussà, a 1.834,2 m.
S'arriba al poble seguint des de Senterada la carretera L-503, que cal seguir fins a la sortida de Molinos. Al nord d'aquest poble cal agafar el primer trencall a mà dreta i al cap de 4 quilòmetres s'arriba a Pobellà per una pista rural en bon estat.
L'església parroquial de Pobellà és dedicada a sant Miquel. Vora el poble hi ha l'ermita romànica de Sant Lleïr de Pobellà.

## Etimologia
Segons Coromines (op. cit.), el nom d'aquest poble hauria de ser Pobellar, i no Pobellà. Els topònims acabats en -à reflecteixen la colonització romana, i solen ser la transformació en topònim d'un antropònim: un tal Primilius va ser el principal colonitzador de l'actual Premià (de Primilianum > Premià; de Modilius, Moià, etcètera.
En aquest cas, Coromines hi veu el derivat col·lectiu de populus (pollancre), i aquesta mena de col·lectius d'arbre són sempre derivats en -ar o en -eda. Per tant, Pobellà és, com Poboleda, al Priorat, un bosc de pollancres.

## Història

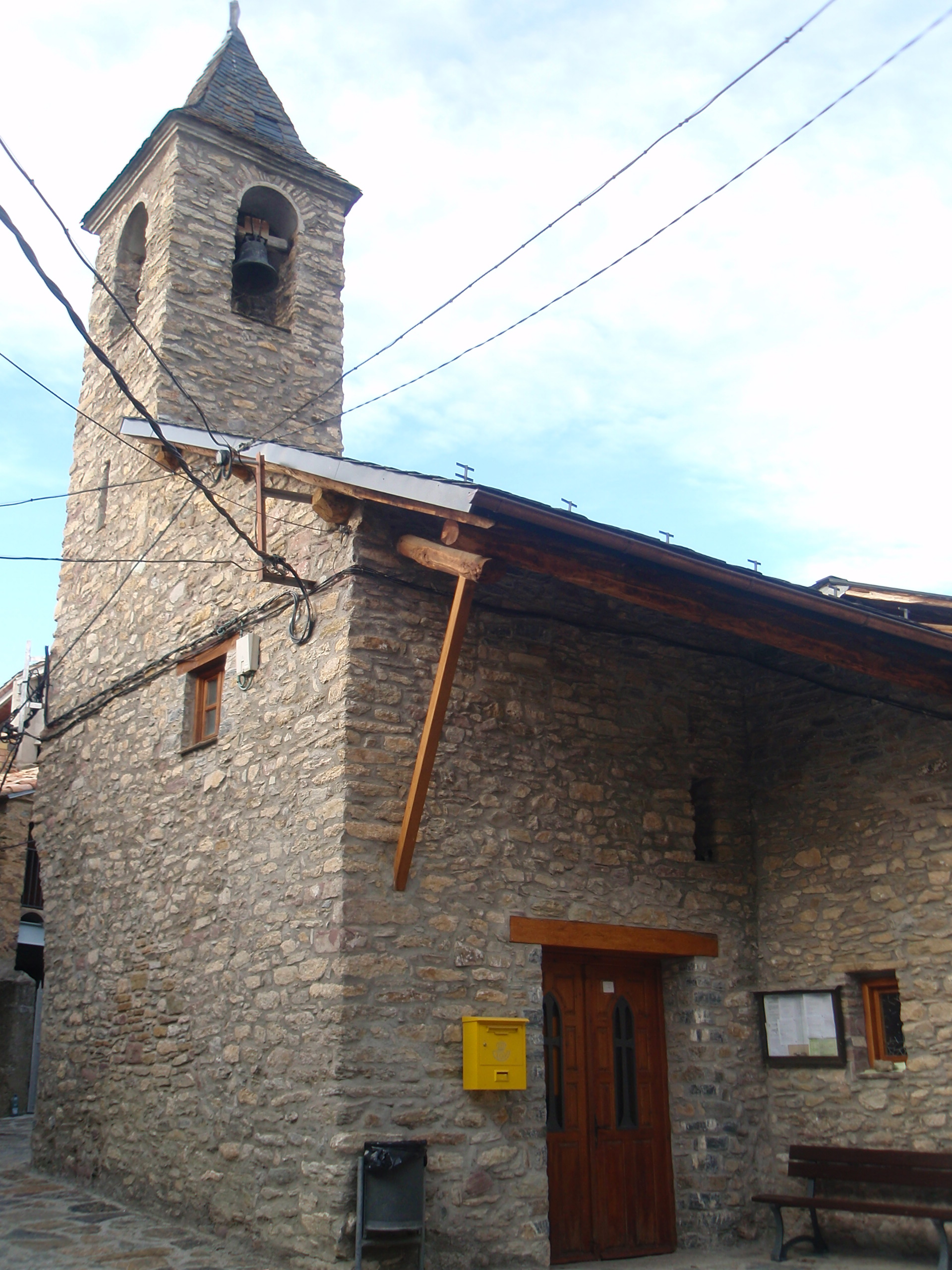
Sant Miquel i Santa Elena de Pobellà

### Edat mitjana
Malgrat no estar gaire documentat, és segura l'existència, en època medieval, del castell de Pobellà, del qual actualment no es coneix l'emplaçament exacte.
La vila i el castell apareixen ja el 1190, però de l'església de Sant Miquel, sempre sufragània de Santa Maria de Mont-ros, no se'n sap res abans de principis del segle xvi.

### Edat moderna

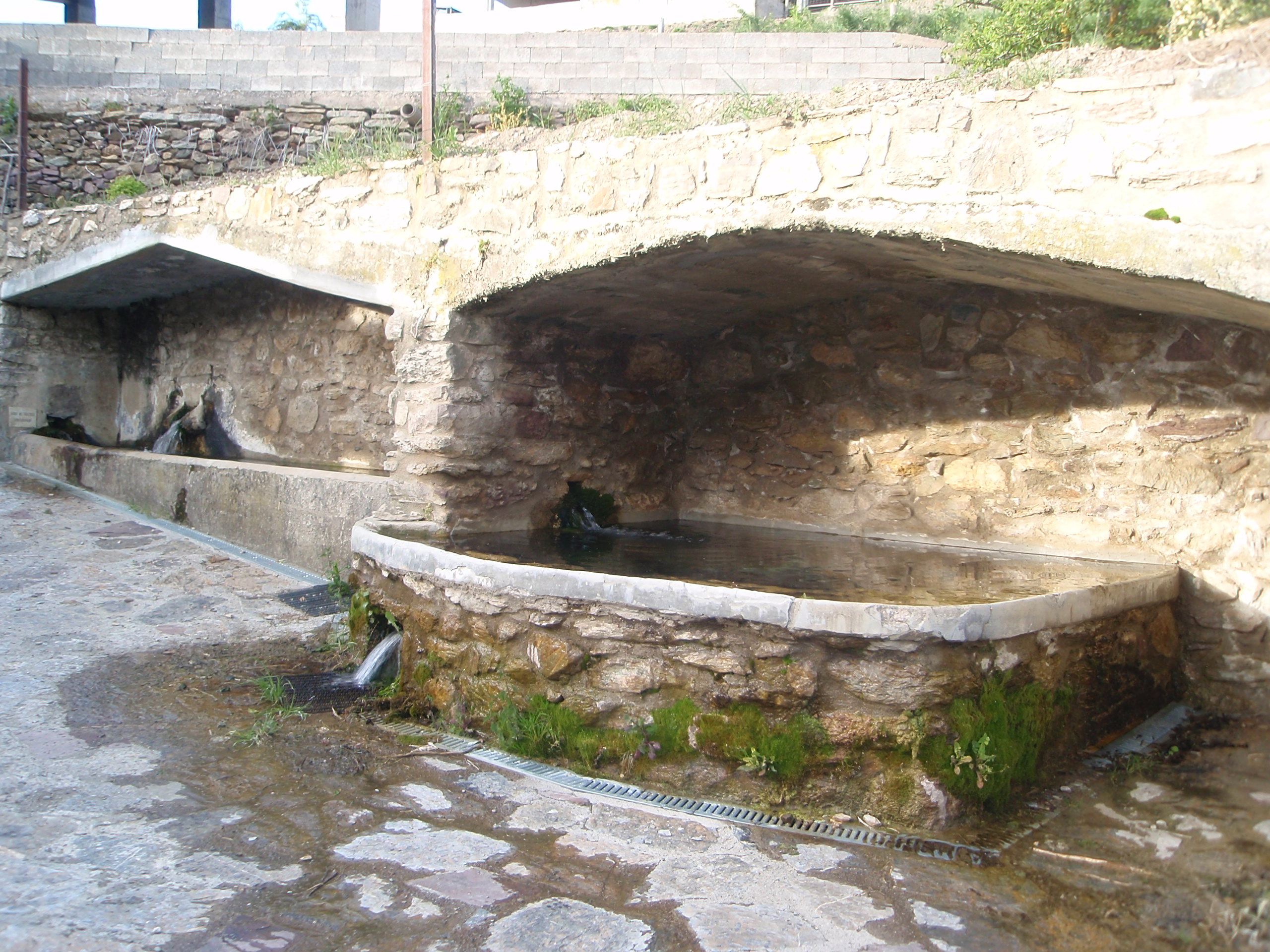
Safareig de Pobellà

El 1553 Pobellà enregistrava 10 focs civils i cap d'eclesiàstic (uns 210 habitants).
El 1718 consten a Pobellà 60 habitants. En el cens del 1970 consta amb 55 habitants, i el 1981, amb 30. El 2005 en té 51, cosa que suposa una lleugera remuntada, com altres pobles de la vall.

### Edat contemporània
Entre 1812 i el febrer del 1847 Pobellà gaudí d'ajuntament propi. Es formà a partir de la promulgació de la Constitució de Cadis i el seu desplegament, i fou suprimit, agregant-lo a Mont-ros, a causa del límit fixat en la llei municipal del 1845 del mínim de 30 veïns (caps de família) indispensables per a mantenir l'ajuntament propi.
El 1835, i dins del senyoriu del marquès de Pallars, duc de Cardona i Segorb i vescomte de Vilamur, tenia 158 habitants. A l'obra citada de Ceferí Rocafort, del 1918, Pobellà tenia 35 edificis, amb 99 habitants.

### El poble actual
En un recull fet pels membres del facebook de Pobellà, han aportat els següents noms de casa del poble: Casa Rosa d'Abril; Casa Masover; Casa Margalló; Casa Ferrer del Ferro; Casa Joana (antiga Casa Verònica); Casa Saurí; Casa Rosa (1969); Casa Mestrepere; Casa Menó; Casa Toni (casa vella); Casa Fransí (hauria de ser Francí); Casa Cuina; Casa Ferrer de la Font; Casa Toni (casa nova); Borda de Turell; Casa Jordi de Fransí (igual que l'altra, hauria de ser de Francí); Casa Lleó; Casa Agulló; Casa Peret (Miquel i Leonor); Casa Maria; Casa Vella (Pepe i Matilde); Casa Paller de Masover; Casa Trebol (Mestrepere Fill); Casa Bàrbara; Casa Gabaitx (hauria de ser Gavatx).

## Festes i tradicions
Jaume Arnella, també dedica un esment a Pobellà en el seu Romanço de la Vall Fosca, romanç tradicional de nova creació. Després del fragment dedicat a la Plana de Mont-ros diu:
| «                                         | Astell, Oveix i Guiró, els tres pobles del Solà, i els tres pobles de la Coma: Paüls, Mont-ros, Pobellà. | » |
| — Jaume Arnella, Romanço de la Vall Fosca | |   |

I el Romanço... continua a la Torre de Cabdella.

### Festa major

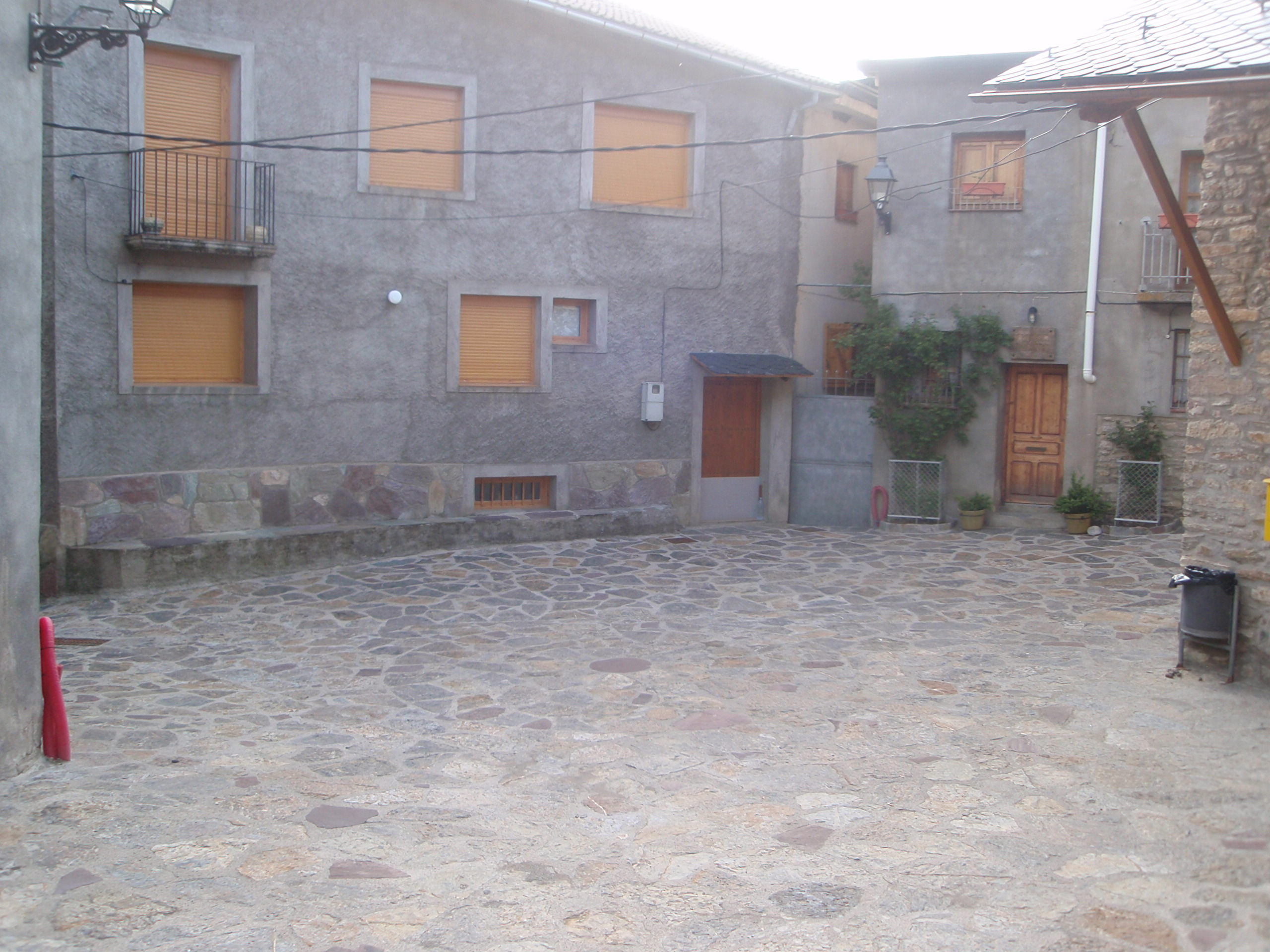
A la Plaça Major de Pobellà hi tenen lloc els concerts i activitats durant la Festa Major.

Actualment, la festa major, el tercer diumenge de juny.
El dissabte, durant tot el dia, es fan activitats pels més menuts i al vespre el ball de nit, a on està invitat tothom.
El diumenge, amb gran germanor, es fa l'aplec de Sant Quiri. Tot el poble puja a dalt de la muntanya i celebrem la Santa Missa al costat de la capella de Sant Quiri. A continuació es beneeix el terme. Un cop finalitzada la Santa Missa es baixa a dinar a la Font dels Pous, a cinc minuts del poble.
Sant Miquel, no és una festa tan important, però es conserva igual, a la plaça del poble, davant de l'església, se celebra el dinar, del que és el patró del poble.

#### Història de la festa major
A Pobellà, sant Miquel té l'església dedicada, però el que més ha destacat de la festa que han celebrat al llarg dels temps, i de la qual ens n'ha pervingut bons records, ha estat el fer cambra i la tradicional corrida de l'ovella.
La gran festa de sant Miquel tenia més transcendència que la purament religiosa, malgrat que era aquesta la que més fervor i devoció generava, la que feia esperar la diada més intensament.
El dia de la festa al matí, tenia lloc la missa solemne i, en sortir de missa, es repartien entre els assistents tallets de coca beneïda, i que a més era guarnida amb alguna flor. Aquells que no podien acudir a la missa perquè estaven malalts, els era portat el tall de la coca beneïda a casa, ja que hi havia la creença que preservava de mals.
El fer cambra era el costum que tota la gent del poble aportava alguna cosa: farina, ous, sucre, oli, anís, etc., per, d'aquesta manera i entre tot el poble, fer moltes coques. Aquestes coques, el dia de Sant Miquel, eren portades al lloc que se'n deia Cambra. Allí també es portaven unes bótes de vi, i així, entre vi i coques, i durant un parell de dies, tot era gresca, menjar, beure i ballar. L'acordionista que els amenitzava el ball de la Festa Major era esperat cada any de tan bé com tocava. La gent que venia de fora a la Festa Major es repartia per les cases a sopar, sense que ningú es quedés sense.
El segon dia de la Festa Major tenia lloc una celebració que ens han manifestat que era única: (la corrida de l'ovella). El jovent agafava una ovella jove, la pintaven amb alguns colors (fins li posaven alguna cinta), i li penjaven un truc (grossa esquella) al coll.
Encaraven l'ovella costa avall, l'espantaven i el jovent i homes no tan joves iniciaven la seva persecució entre crits i gran gatzara. L'ovella corria i corria, i tot el "ramat" de perseguidors al seu darrere.
Quasi sempre deixaven que arribés a Mont-ros, on l'agafaven. No solien fer-ho pel camí, ja que s'hauria acabat abans i no hauria tingut l'al·licient d'arribar al poble veí, on ja els esperaven (a cops amb no gaires bones intencions per haver-los malmès alguna hortalissa durant la baixada). Qui agafava l'ovella, se la carregava al coll en senyal de trofeu.
L'animal era sacrificat i menjat en un àpat col·lectiu i molt animat. Aquesta tradició, que va durar fins als anys 1960-1970, avui ja no es fa.
Com tampoc ja no es fa una altra de les tradicions que més esperava el poble: el ball pla, que era esperat per tothom amb moltes ganes. Els balladors es distribuïen en parelles, i se situaven encarats, ells a la part de dins i elles a la part de fora. Marcaven un senzill punteig, picant primer de punta i després de taló, alternant ara amb un peu, ara amb l'altre. Tot puntejant feien unes passes endarrere i tot seguit endavant. Quan la tonada arribava al darrer compàs, la parella s'agafava per les dues mans, i feien una graciosa giravolta mentre canviaven de parella, i així cada un dels ballarins de la parella que havien ballat es trobava encarat amb el ballaire veí del sexe contrari. En aquest moment es tornava a començar el ball, però havent canviat de parella.